# Trincomalee
Trincomalee (Tamil: திருகோணமலை tirukōṇamalai, singalès: තිරිකුණාමළය tirikūṇamaḷaya, apareix en mapes antics també com Trinkomali i Trincomale) és una ciutat a la costa nord-oriental de Sri Lanka de 126.902 habitants (estimació de 2011). La ciutat està construïda en una península, que divideix l'interior del port del exterior. És un dels centres més importants de la cultura de la llengua tàmil del país. En el passat la ciutat va ser anomenada Gokanna, i era un port que ha tingut un paper clau en la història del comerç marítim de Sri Lanka.
El port de la badia de Trincomalee és notable per la seva amplària i seguretat. A diferència d'altres ports de l'oceà Índic, és accessible als vaixells de qualsevol mida. Les platges s'utilitzen per al surf, la pesca i l'observació de balenes. La ciutat també compta amb la major fortalesa holandesa a Sri Lanka (vegeu Fort de Trincomalee). És la seu de la major base naval al país i d'una base aèria de la Força Aèria de Sri Lanka.